# Yves Saint Laurent (filme)
Yves Saint Laurent é um filme biográfico francês de 2014 dirigido por Jalil Lespert. O filme é baseado na vida do designer Yves Saint Laurent em 1958. É estrelado por Pierre Niney, Guillaume Gallienne, Charlotte Le Bon, Laura Smet, Marie de Villepin, Xavier Lafitte e Nikolai Kinski.
O filme foi o primeiro exibido na Mostra Panorama da 64.ª edição do Festival Internacional de Cinema de Berlim, com a presença do diretor, elenco e de Pierre Bergé. O filme recebeu sete indicações ao César e venceu a categoria de Melhor Ator (Pierre Niney).

## Premissa
Yves Saint Laurent e Pierre Bergé promovem a indústria da moda francesa e permanecem amigos contra todas as probabilidades.

## Elenco
- Pierre Niney como Yves Saint Laurent
- Guillaume Gallienne como Pierre Bergé
- Charlotte Le Bon como Victoire Doutreleau
- Laura Smet como Loulou de la Falaise
- Marie de Villepin como Betty Catroux
- Nikolai Kinski como Karl Lagerfeld
- Xavier Lafitte como Jacques De Bascher
- Ruben Alves como Fernando Sánchez
- Marianne Basler como Lucienne Saint-Laurent
- Astrid Whettnall como Yvonne De Peyerimhoff
- Anne Alvaro como Marie-Louise Bousquet
- Michèle Garcia como Raymonde Zehnacker
- Patrice Thibaud como Christian Dior
- Amira Casar como Anne-Marie Munoz
- Alexandre Steiger como Jean-Pierre Debord
- Jean-Édouard Bodziak como Bernard Buffet
- Fabienne Chaudat como Dame Dior

## Produção
As filmagens de Yves Saint Laurent começaram em junho de 2013. A fundação de Pierre Bergé emprestou ao filme "77 roupas vintage de seus arquivos e permitiu que Jalil Lespert filmasse certas cenas em sua sede na Avenue Marceau, em Paris". Bergé "elogiou o filme de Lespert – baseado em grande parte em uma biografia de Laurence Benaïm de Saint Laurent – por mostrar os demônios do designer". Bergé disse "[...] há detalhes que eu não gosto, mas isso não tem importância alguma. Você tem que ver o filme como ele é – como um todo."

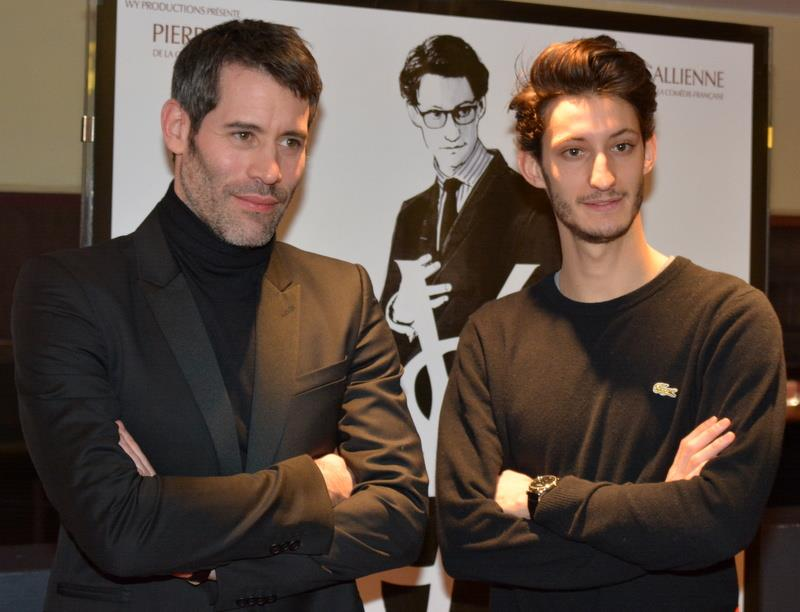
O diretor Jalil Lespert e o ator Pierre Niney na estreia do filme em Paris.

## Recepção
Yves Saint Laurent recebeu críticas mistas. No agregador de resenhas Rotten Tomatoes, o filme possui uma aprovação de 45%, com uma média de 5,3/10 baseada em resenhas de 65 críticos. O consenso do site diz que "embora tenha sua parcela de atuações boas, Yves Saint Laurent também é decepcionantemente brando e estereotipado – especialmente devido à reputação deslumbrante do designer." No Metacritic, o filme possui uma nota de 51/100 baseada em resenhas de 25 críticos.
Guy Lodge, da Variety, disse em 2014 que o filme era "consideravelmente menos inovador do que seu protagonista" e "estruturado de forma desajeitada".

### Prêmios e indicações
| Ano  | Prêmio                                     | Categoria               | Recipiente          | Resultado |
| ---- | ------------------------------------------ | ----------------------- | ------------------- | --------- |
| 2014 | Festival Internacional de Cinema de Berlim | Panorama                | Yves Saint Laurent  | Exibido   |
| 2014 | Prêmio Patrick-Dewaere                     | Prêmio Patrick-Dewaere  | Pierre Niney        | Venceu    |
| 2015 | César                                      | Melhor ator             | Pierre Niney        | Venceu    |
| 2015 | César                                      | Melhor ator secundário  | Guillaume Gallienne | Indicado  |
| 2015 | César                                      | Melhor atriz secundária | Charlotte Le Bon    | Indicado  |
| 2015 | César                                      | Melhor direção de arte  | Yves Saint Laurent  | Indicado  |
| 2015 | César                                      | Melhor fotografia       | Yves Saint Laurent  | Indicado  |
| 2015 | César                                      | Melhor figurino         | Yves Saint Laurent  | Indicado  |
| 2015 | César                                      | Melhor música           | Yves Saint Laurent  | Indicado  |